# Danièle Gasiglia-Laster
Danièle Gasiglia-Laster est une écrivaine et critique française, spécialiste de Victor Hugo, de Marcel Proust et de Jacques Prévert.

## Biographie
Elle est secrétaire générale de la Société des amis de Victor Hugo depuis 2004, et coorganise chaque année le Festival Victor Hugo et Égaux, lancé en 2007. Elle dirige la revue annuelle de cette Société, L'Écho Hugo. 
En collaboration avec son mari Arnaud Laster, elle contribue à faire publier les Œuvres Complètes  de Jacques Prévert dans la bibliothèque de la Pléiade. À partir de 2002, elle écrit, pour le théâtre, des comédies qui, tout en amusant le public, ont un but pédagogique. Elles font intervenir les grands auteurs (Hugo, Tolstoï, George Sand...) et empruntent à des sources sérieuses; rendant la fiction compatible avec l'exactitude historique. Elles sont le plus souvent jouées dans des maisons d'écrivains ou des centres culturels.  Sa première pièce, Répétitions mouvementées ou Victor Hugo et ses interprètes, est donnée notamment en Russie (domaine Tolstoï d'Iasnaïa Poliana), à l'auditorium du Musée d'Orsay, dans le Château de Méry-sur-Oise ,  Hugo et Tolstoï sont de retour,  à la Maison de Balzac et à la Fond'Action Boris Vian...

## Publications

### Livres
- Victor Hugo, Frédéric Birr, coll. « Sa vie, son œuvre », 1984.
- « Victor Hugo, Les Quatre Vents de l'Esprit », dans Œuvres complètes, Poésie III, Paris, Robert Laffont, coll. « Bouquins », 1985.
- Marcel Proust, A l'ombre des jeunes filles en fleurs, Paris, GF, Flammarion, établissement du texte, préfaces, notes, 1987.
- Victor Hugo / Femmes [dir.], La Revue des Lettres modernes, no 3, Minard, 1991.
- Danièle Gasiglia-Laster commente “Paroles” de Jacques Prévert, Paris, Gallimard, coll. « Foliothèque », 1993.
- Jacques Prévert "celui qui rouge de coeur", Paris, Séguier, 1994.
- Jacques Prévert, Œuvres complètes, Paris, Gallimard, coll. « Bibliothèque de la Pléiade », établissement du texte, préface, notices et notes, en collaboration avec Arnaud Laster, tome 1, 1992, tome 2, 1996.
- Le Voyage d'Oriane, conte, éditions des Cahiers luxembourgeois, 2000.
- Victor Hugo au cœur du monde , portfolio en collaboration avec Arnaud Laster, ADPF, 2000.
- Jacques Prévert, portfolio, ADPF, 2001.http://www.culturesfrance.com/adpf-publi/folio/prevert/prevertSF.htm
- L'Echo Hugo  [dir.], bulletin de la Société des Amis de Victor Hugo, nos 1 à 18, de 2001 à 2020.
- Le Chat merveilleux, conte, éditions Le Manuscrit, 2006.
- Victor Hugo, celui qui pense à autre chose, Portaparole, 2006.
- Victor Hugo, Journal de ce que j'apprends chaque jour, éditions d'Ores et déjà, 2012, préface et notes.
- Jacques Prévert, Alexandrines, coll. « Les Ecrivains vagabondent », 2013. Livre numérique :
- Répétitions mouvementées ou Victor Hugo et ses interprètes, comédie, Paris, Librairie Théâtrale, 2014.
- Victor Hugo et George Sand / Et s'ils s'étaient rencontrés ?, comédie, Paris, Librairie Théâtrale, 2015.
- Le Paris de Prévert, Paris, éditions Alexandrines, 2015.
- Paris Prévert, Paris, éditions Gallimard, 2016.
- Hugo et Tolstoï sont de retour, comédie, éditions de l'Ours Blanc, 2021.

### Nouvelles
- La Traversée de l'écran
- La dame de la route du lac, dans Chemins de traverse, Revue de l'Ours Blanc et de l'Homme Bleu, n° 48, juin 2016.